# Unnukka
Unnukka är en stor sjö i Finland. Den ligger i kommunerna Leppävirta och Varkaus i landskapet Norra Savolax, i den sydöstra delen av landet, 290 km nordost om huvudstaden Helsingfors. Unnukka ligger 81,3 meter över havet. Den är 41,12 meter djup. Arean är 80,45 kvadratkilometer och strandlinjen är 478,39 kilometer lång. Sjön  ingår i Vuoksens huvudavrinningsområde.   I omgivningarna runt Unnukka växer i huvudsak blandskog.